# Pitekunsaurus
Pitekunsaurus ("objevený ještěr") byl rod titanosaurního sauropoda, žijícího v období pozdní křídy (věk kampán) na území dnešní argentinské provincie Neuquén. Tento robustní býložravý dinosaurus byl popsán paleontology L. S. Filippim a A. C. Garridem v roce 2008 na základě předchozího objevu, učiněného již v dubnu roku 2004 průzkumníkem ropné společnosti Luisem Macayou. Po něm získal dinosaurus také své druhové jméno (P.) macayai.

## Rozměry
Podle odhadů vážil tento středně velký sauropod přibližně 10 000 kilogramů, asi jako dva sloni afričtí.

## Klasifikace
Do příbuzenstva tohoto sauropoda z kladu Aeolosaurini patřil například rod Overosaurus nebo Aeolosaurus. Příbuzným rodem byl také geologicky starší východoevropský taxon Volgatitan simbirskiensis.
Blízce příbuzným druhem byl podstatně větší Australotitan cooperensis, patřící k největším známým australským dinosaurům.